# Oberea coxalis
Oberea coxalis är en skalbaggsart som beskrevs av J. Linsley Gressitt 1940. Oberea coxalis ingår i släktet Oberea och familjen långhorningar. Inga underarter finns listade i Catalogue of Life.